# Ernest Gunther Chilton
Ernest Gunther Chilton (Mönchengladbach, 3 de maio de 1919 – 22 de janeiro de 1985) foi um engenheiro mecânico alemão.
Filho de Felix Cohen e de Alice Goldschmidt. Sua família era proprietária de uma grande indústria têxtil.
Quando os nazistas chegaram ao poder na Alemanha seus pais e seu irmão mais novo foram para os Países Baixos, e Ernest foi mandado para a escola na Inglaterra, seguindo para os Estados Unidos em 1939. Obteve um bacharelado em engenharia aeronáutica no Instituto de Tecnologia de Massachusetts (MIT) em 1940 e um mestrado em aeronáutica no Instituto de Tecnologia da Califórnia (Caltech) em 1941. Entrou na Universidade Stanford em 1946, onde foi o último aluno de doutorado de Stephen Timoshenko, obtendo o título de PhD em 1947, com a tese Large Deformations of an Elastic Solid.